# ولف لیک (مینه‌سوتا)
ولف لیک، مینه‌سوتا (به انگلیسی: Wolf Lake, Minnesota) یک شهر در ایالات متحده آمریکا است که در شهرستان بکر، مینه‌سوتا واقع شده‌است.

## خصوصیات
ولف لیک ۰٫۷۸ کیلومترمربع مساحت و ۵۷ نفر جمعیت دارد و ۴۸۰ متر بالاتر از سطح دریا واقع شده‌است.